# 1979 en Algérie
Chronologie de l’Algérie
- 1975
- 1976
- 1977
- 1978
- 1979
- 1980
- 1981
- 1982
- 1983

Cet article présente les faits marquants de l'année 1979 en Algérie ou relatifs à l'Algérie; datation selon le calendrier grégorien.

## Événements
- 7 février : le colonel Chadli Bendjedid est élu président de l’Algérie (fin en 1992)[1].
- 5 août : la Mauritanie se désengage du conflit contre le Front Polisario (accord de paix séparée d’Alger). Le Maroc prend possession des territoires abandonnés par la Mauritanie le 11 août et continue la guerre contre la RASD[2].

## Sports

### Basket-ball
- Coupe d'Algérie de basket-ball 1978-1979
- Coupe d'Algérie de basket-ball 1979-1980

### Football
- Équipe d'Algérie de football en 1979
- Championnat d'Algérie de football 1978-1979
- Championnat d'Algérie de football 1979-1980
- Championnat d'Algérie de football de deuxième division 1978-1979
- Championnat d'Algérie de football de deuxième division 1979-1980
- Coupe d'Algérie de football 1978-1979
- Coupe d'Algérie de football 1979-1980
- Saison 1978-1979 de l'USM Alger
- Saison 1979-1980 de l'USM Alger

## Culture

### Cinéma
- La Nouba des femmes du mont Chenoua (en arabe : نوبة نساء جبل شنوة), film documentaire algérien réalisé en 1979 par Assia Djebar[3]. Le film était le premier de deux films réalisés par Djebar pendant sa décennie de pause dans l'écriture, produits en dehors des cercles cinématographiques algériens[4].
- West Indies ou les Nègres marrons de la liberté, film franco-algéro-mauritanien réalisé par Med Hondo, sorti en 1979.

## Naissances en 1979
- Naissance en Algérie en 1979

## Décès en 1979
- Décès en Algérie en 1979